# (9619) Terrygilliam
(9619) Terrygilliam ist ein Asteroid des Hauptgürtels, der am 17. März 1993 im Zuge der Uppsala-ESO Survey of Asteroids and Comets am La-Silla-Observatorium (IAU-Code 809) der Europäischen Südsternwarte in Chile entdeckt wurde.
Der Asteroid ist Mitglied der Martes-Familie, einer Gruppe von Asteroiden, die nach (5026) Martes benannt ist. Die Martes-Familie ist eine Unterfamilie der nach (163) Erigone benannten Erigone-Familie.
(9619) Terrygilliam wurde am 20. März 2000 nach dem aus den USA stammenden Filmregisseur, Drehbuchautor und Schauspieler mit britischer Staatsangehörigkeit Terry Gilliam (* 1940) benannt, der Mitbegründer der britischen Komikergruppe Monty Python war.